# 天主教特雷西纳总教区
天主教特雷西納總教區（拉丁語：Archidioecesis Teresiana）是羅馬天主教在巴西的一個教省總教區，下轄七個教區。
總教區的前身皮奧伊教區成立於1902年2月20日，1944年12月16日易名，1952年8月9日升為總教區。
總教區包括皮奧伊州中北部卅三市，2010年有教友1,018,000人，佔轄區總人口85.2%。教區下轄五十九個堂區，有118名司鐸。現任教區總主教為雅辛托·福爾塔多·德庇道·索伯瑞諾。